# Michael Rüping
Michael Rüping (* 4. Januar 1951) ist ein ehemaliger deutscher Springreiter. Seit 2005 sitzt er im Springausschuss des Deutschen Olympiade-Komitees für Reiterei. Er erzielte einen Sieg im Deutschen Spring Derby in Klein Flottbek und mehrere Nationenpreis-Siege mit der deutschen Equipe.

## Karriere
Rüping war als Soldat an der Sportschule der Bundeswehr in Warendorf stationiert und gehörte dort zu den ersten reitenden Soldaten.
Im Team mit Paul Schockemöhle, Achaz von Buchwaldt und Gerd Wiltfang gewann er bei den Europameisterschaften 1983 in Hickstead Bronze. Zwei Jahre später sicherte sich das Team (Rüping, Schockemöhle, Peter Luther, Franke Sloothaak) in Dinard erneut die Bronzemedaille. Im selben Jahr wurde Rüping Deutscher Meister und siegte im Großen Preis von Aachen. 1987 gewann er mit Silbersee das traditionsreiche Deutsches Spring- und Dressurderby in Klein Flottbek, eines der anspruchsvollsten Springreitturniere der Welt. Er erhielt im Jahr 2000 den Erinnerungspreis von HansePferd Hamburg, den ihm der Senator für Wirtschaft Thomas Mirow überreichte.
1971–1977 studierte er an der Christian-Albrechts-Universität zu Kiel Medizin. Er wurde 1979 als Arzt approbiert und 1982 zum Dr. med. promoviert. Die Ausbildung zum Facharzt für Orthopädie durchlief er am Klinikum Bad Bramstedt. Ab 1992 war er in Itzehoe Teilhaber einer Gemeinschaftspraxis.

## Privates
Michael Rüping ist der Vater von Springreiter Philip Rüping. Mit ihm bildet er auf der Anlage von Breido Graf zu Rantzau, dem ehemaligen Präsidenten der Deutschen Reiterlichen Vereinigung, junge Pferde für den Großen Sport aus.
Am 13. August 1982 heiratete er Eva-Maria. Da sie an einem Freitag, dem 13. heiraten wollte, Rüping aber bereits beim Turnier in Kopenhagen gemeldet hatte, fuhren sie während des Turniers nach Itzehoe, ließen sich dort standesamtlich trauen und fuhren gleich darauf zurück nach Kopenhagen. Eine Stunde nach der Ankunft begann das Springen, aus dem Rüping als Sieger hervorging.

## Pferde
Seine bedeutendsten Pferde waren die drei Holsteiner Hengste Silbersee, Calypso II und Caletto I. Auch den später von Michael Whitaker und Jos Lansink international vorgestellten Hengst Calvaro Z brachte Rüping in den Sport.
Rüping und der Holsteiner Verbandshengst Silbersee waren eines der erfolgreichsten Paare der 1980er Jahre, die beiden hatten zwischen den Jahren 1982 und 1988 ihre Glanzzeit. 1987 siegte das Paar Rüping/Silbersee beim Springderby in Hamburg-Klein-Flottbek. Bald nach dem Derbysieg in Hamburg wurde Silbersee nach Schweden verkauft und die Leistungssportkarriere Rüpings klang aus.
Von 1981 bis 1986 war er mit Caletto I erfolgreich auf Turnieren. Unter Rüping war der Cor de la Bryeré-Sohn 1983 das erfolgreichste Nationenpreispferd und erfolgreichstes Springpferd beim CSIO in Genf. Bis 1986 hat Caletto I eine Gewinnsumme von 100.000,- Deutsche Mark gewinnen können.